# David Van Reybrouck
Pour les articles homonymes, voir Reybrouck.
David Van Reybrouck, né à Bruges le 11 septembre 1971, est un scientifique, historien de la culture, archéologue et écrivain belge d'expression néerlandaise.
Il a obtenu plusieurs grands prix littéraires.

## Biographie
David Van Reybrouck a grandi en Flandre-Occidentale à Assebroek (Bruges) dans une famille catholique possédant une culture littéraire.
Un de ses grands-pères, Grégoire De Bouvere, fortement inspiré par la Jeunesse ouvrière chrétienne (JOC) où il militait, travaillait comme relieur chez l'éditeur brugeois Desclée de Brouwer. Chez son grand-père Van Reybrouck, David trouva de quoi apaiser sa soif de lecture, entre autres de nombreux livres édités par le Davidsfonds.
Son père, Dirk Van Reybrouck (1939-2006), fut ingénieur des chemins de fer et travailla de 1962 à 1966 pour les Chemins de Fer du Bas-Congo-Katanga (BCK) à Likasi (ex-Congo belge).
Sa mère, Bernadette De Bouvere, fut enseignante (éducation artistique) et écrivit des poèmes. Lui-même est un admirateur de Stijn Streuvels, d'Hugo Claus et de Permeke.
Il a étudié l'archéologie et la philosophie à la l'université catholique de Louvain (KUL - Katholieke Universiteit Leuven).
Il a ensuite obtenu un Master of World Archaeology à Cambridge et a soutenu en 2000 à l'Université de Leyden une thèse intitulée: "Des primitifs aux primates : une histoire des analogies ethnographiques et primatologiques dans l'étude de la préhistoire".
David Van Reybrouck a vécu et travaillé pendant un certain temps à Barcelone et Paris.
En 1999 et 2000, il est coordinateur scientifique de l'AREA (Archives de l'Archéologie européenne), un réseau de recherche européen pour l'histoire de l'archéologie.
Il a travaillé ensuite plusieurs années comme historien de la culture à la KUL où il a mené des recherches sur l'histoire de l'archéologie belge, ainsi que sur l'histoire et l'architecture des zoos en Europe occidentale. Il a également été rédacteur en chef du journal Archaeological Dialogues.
David Van Reybrouck est cofondateur du réseau The Archaeology of Zoos sous l'égide de la British Academy (2001-2005). Il participe à des conférences sur le sujet à Dublin en 2001, à Londres en 2002, à Washington en 2003.
Ses intérêts académiques le portent sur l'histoire de l'animal dans sa relation avec l'homme aux XIXe et XXe siècles, autant dans ses aspects scientifiques comme l'archéologie, l'anthropologie et la biologie que dans ceux de l'imaginaire populaire et littéraire. Ses recherches qui relèvent de l'anthropozoologie ont donné lieu à des publications internationales en anglais.
Il a collaboré à des expositions sur l'évolution humaine (Kunsthal de Rotterdam), les singes (Musée royal de l'Afrique centrale, Tervuren), les Néandertaliens (Musée gallo-romain, Tongres) et le Zoo d'Anvers.

## Auteur
En 2007, Van Reybrouck quitte le monde universitaire pour se concentrer sur sa carrière d'écrivain. 
Il collabore comme billettiste au journal De Morgen, plus particulièrement au supplément hebdomadaire Zeno et au supplément littéraire. 
Il publie des poèmes dans le premier numéro de Het liegend konijn (Le lapin menteur), la revue de poésie de Jozef Deleu. 
En 2001, il publie Le Fléau, un mélange de biographie, d'autobiographie et de reportage. Ce livre a notamment reçu le Prix des débutants (nl) en 2002. 
En 2004 son adaptation, avec Josse De Pauw, de Die Siel van die Mier est jouée au théâtre. 
Un deuxième texte pour le théâtre est N, au sujet d'un encyclopédiste en Afrique. Le texte a été mis en scène par Peter Krüger en 2006 à la Toneelhuis d'Anvers,.
Fin 2006, il est écrivain en résidence à l'Université d'Amsterdam. En 2007, il publie son premier roman, Slagschaduw, puis, en collaboration avec Geert Buelens et Jan Goossens, Waar België voor staat, un plaidoyer pour un débat serein et solidaire sur l'avenir de la Belgique.
À la fin 2006, son monologue Mission est représenté au KVS (Théâtre royal flamand de Bruxelles). Le monologue a été développé à partir de conversations qu'il a eues avec de vieux missionnaires au Congo belge ; pour cette œuvre, il reçoit le prix Arkprijs. Le jury fait l'éloge de la pièce pour son approche souple, cohérente et originale dans les débats contemporains sur les sciences sociales et éthiques.
Il reçoit en 2009 le Jan Hanlo Essayprijs pour son essai Pleidooi voor populisme (Un plaidoyer pour le populisme, non traduit en français)

## Congo
Au printemps de 2010, il publie son livre Congo. Een geschiedenis (Congo. Une histoire). Grand succès de vente, il remporte avec ce titre le prix de littérature AKO et le Prix d'histoire Libris,
Le livre est traduit en plusieurs langues; l'anglais, le français, l'allemand, le norvégien, le suédois, l'italien et l'espagnol,.
Pour la version française, il est lauréat en 2012 du prix Médicis essai.
En 2012 il est aussi lauréat du Prix du Meilleur livre étranger et en 2013 il reçoit le Prix Aujourd'hui.

## Revolusi
En 2020, il publie Revolusi: Indonesië en het ontstaan van de moderne wereld qui applique à l'Indonésie la méthode qu'il a utilisée à Congo - une combinaison d'entretiens avec des survivants des événements qui ont conduit à l'indépendance de l'Indonésie avec une interprétation historique.

## Pen club
En janvier 2011, Van Reybrouck, succédant à Geert Van Istendael, est élu président du PEN Club de Flandre, la branche flamande du PENclub International (fondé en 1921), une association mondiale d'auteurs, qui favorise la paix et la compréhension internationale, la liberté d'expression et la résistance à toute forme de censure.

## G1000
En 2011-2012, il fut l'un des initiateurs et animateurs du G1000, une initiative rassemblant un millier de Belges des deux communautés linguistiques principales, à la recherche d'une meilleure organisation de la démocratie dans le pays.
Cette expérience l'a rendu partisan d'une démocratie par tirage au sort, du moins dans un système mixé avec les procédures électives, enrichi de préférence par une adjonction complémentaire de procédures délibératives animées par des citoyens tirés au sort, ainsi qu'il le précise dans son ouvrage intitulé Contre les élections, publié en 2013.

## Demain
Il est l'un des protagonistes du film documentaire Demain de Cyril Dion et Mélanie Laurent, où il fait deux apparitions dans le volet Démocratie du film. Il intervient une première fois pour rendre compte du délitement des démocraties occidentales. Il fait référence à l'étude des chercheurs Martin Gilens, de l'université de Princeton, et Benjamin Page, de l'université Northwestern, qui conclut que les États-Unis seraient devenus une oligarchie. 
La seconde intervention est une réflexion sur les bienfaits du tirage au sort pour la démocratie représentative et relate notamment les délibérations qui ont précédé la promulgation du droit au mariage homosexuel en Irlande.

## Œuvres

### Œuvres littéraires et historiques
- Le Fléau [« De Plaag. Het stille knagen van schrijvers, termieten en Zuid-Afrika »]  (trad. du néerlandais de Belgique), Trad. de Pierre-Marie Finkelstein, Arles, France, Actes Sud, coll. « Lettres néerlandaises », 2008, 410 p. (ISBN 978-2-7427-7553-8)[21].
- Mission [« Missie & Die siel van die Mier »]  (trad. du néerlandais de Belgique), Arles, suivi de L'Âme des termites, trad. de Monique Nagielkopf, Actes Sud, coll. « Papiers », 2011, 100 p. (ISBN 978-2-7427-9462-1)
- Dans le maïs, (In de maïs), trad. de Monique Nagielkopf, Arles, France, Actes Sud, coll. " Papiers", 2012, 80 p.  (ISBN 978-2-330-00185-8)
- Congo, une histoire, (Congo. Een geschiedenis), trad. d'Isabelle Rosselin, Arles, Actes Sud, 2012, 672 p.  (ISBN 978-2-330-00930-4).
- Contre les élections [« Tegen verkiezingen »], trad. du néerlandais de Belgique par Isabelle Rosselin & Philippe Noble, Arles, Actes Sud, coll. « Babel / essai » (no 1231), 2014, 1re éd., 219 p.  (ISBN 978-2-330-02820-6), (BNF 43769027).
- La Paix, comment l’apprendre ?, avec Thomas d'Ansembourg, trad. du néerlandais de Belgique par Isabelle Rosselin, Arles, Actes Sud, coll. « Le Domaine du possible », 2016, 64 p.  (ISBN 978-2-330-02820-6).
- Zinc [« Zink »], trad. du néerlandais de Belgique par Philippe Noble, Arles, Actes Sud, 2016, 80 p.  (ISBN 978-2-330-06920-9).
- Odes, trad. du néerlandais de Belgique par Isabelle Rosselin, Arles, Actes Sud, 2021, 272 p.  (ISBN 978-2-330-14409-8).
- Revolusi. L’Indonésie et la naissance du monde moderne, trad. du néerlandais de Belgique par Isabelle Rosselin, Arles, Actes Sud, 2022, 736 p.  (ISBN 978-2-330-16904-6).
- Nous colonisons l'avenir, Arles, Actes Sud, 2023, 64 p.  (ISBN 9782330177645).

### Publications scientifiques
- (en) Cornelius Holtorf & David Van Reybrouck, "Towards an Archaeology of Zoos", International Zoo News, Vol.50/4, No.325, June 2003, p. 207-215.  (ISSN 0020-9155)
- (en) David Van Reybrouck, "Archaeology and urbanism : railway stations and zoological gardens in the 19th-century cityscape", Public Archaeology, Vol.4, No.4, January 1, 2005, p. 225-241. DOI 10.1179/pua.2005.4.4.225  (ISSN 1465-5187)
- Collectif , préface de Heinrich Geiselberger (trad. de l'allemand par Frédéric Joly (anglais et allemand) et Jean-Marie Saint-Lu (espagnol)), L'Âge de la régression, Paris, éditions premier parallèle, 13 avril 2017, 316 p. (ISBN 979-10-94841-48-8)

## Distinctions et décorations
Un de ses ouvrages a obtenu deux prix littéraires, un néerlandais et un français:
- Le Prix J. Greshoff , en 2010 pour Congo: een geschiedenis ;
- Le Prix Médicis essai, en 2012, traduction en français sous le titre : Congo. Une histoire[22].
- Prix frère et soeur Scholl pour Revolusi (2023)[23]

## Source
- (nl) Cet article est partiellement ou en totalité issu de l’article de Wikipédia en néerlandais intitulé « David Van Reybrouck » (voir la liste des auteurs).